# Weingut J. G. Orb

Lage in Rheinland-Pfalz

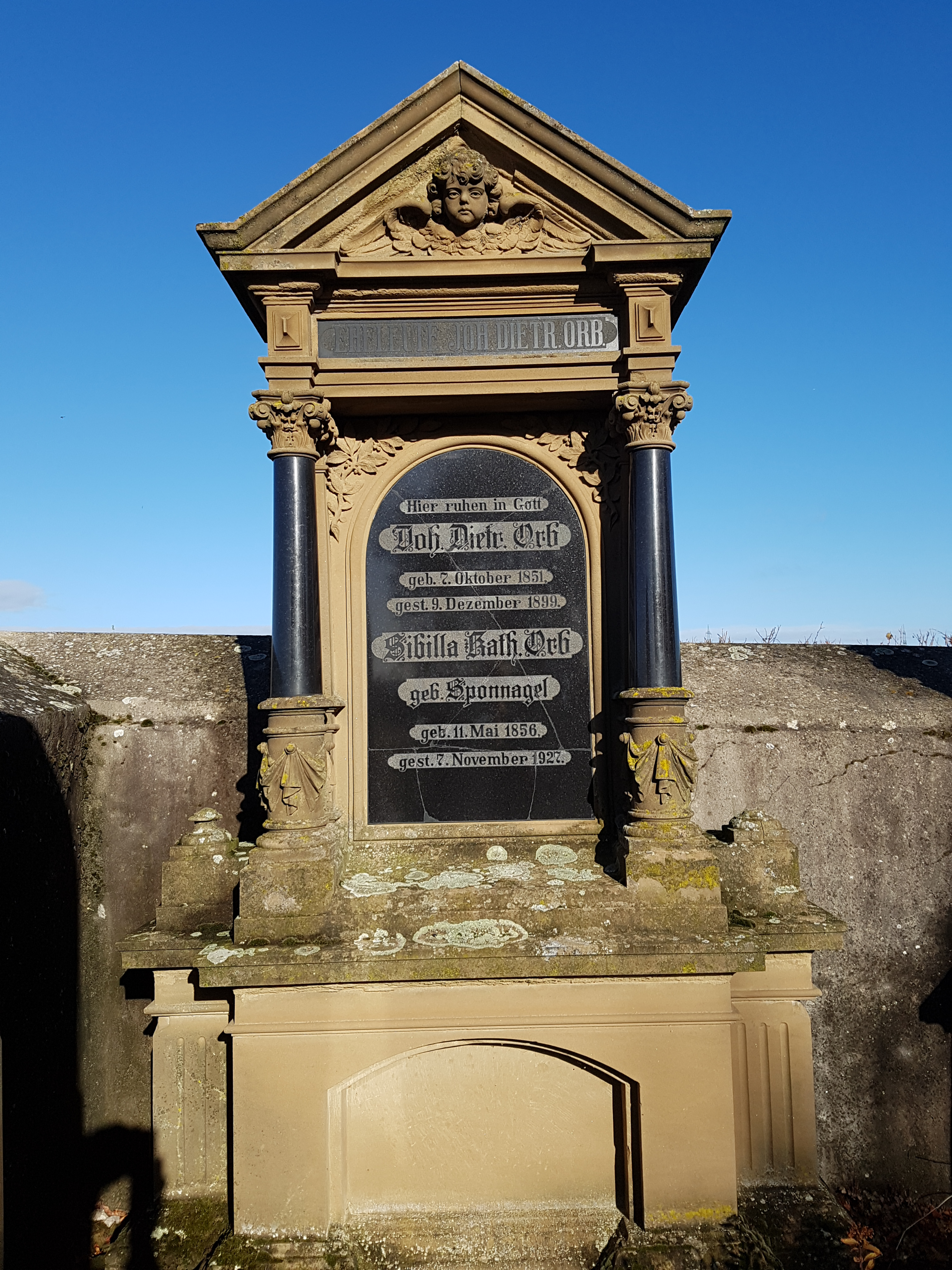
Grabmal Johann Dietrich Orb und seiner Gemahlin Sibylla Katharina geb. Sponagel

Das Weingut J.G. Orb in Westhofen ist ein Weingut im deutschen Weinbaugebiet Rheinhessen. Die Inhaber sind Jan Giselher Orb, Jens Gregor Orb und Julius Georg Orb.

## Geschichte
Die erste urkundliche Erwähnung der weinbaulichen Tätigkeit der Familie geht auf den Küfer Konz Urbe im Jahr 1464 zurück. Seit 1754 lebt die Familie in Westhofen.
Seit 2019 sind die Söhne von Julius Georg Orb Mitinhaber und hauptverantwortlich für die Weinbergs- und Kellerarbeit des rheinhessischen Traditionsgutes. Zuvor absolvierten die Söhne ihr Studium an der Hochschule Geisenheim, Universität für Bodenkultur Wien und Weincampus Neustadt arbeiteten in Südafrika, Neuseeland, Österreich, sowie Kalifornien.

## Lagen
Die Lagen des Weinguts sind Westhofener Morstein, Westhofener Kirchspiel, Westhofener Steingrube, Westhofener Aulerde, Westhofener Brunnenhäuschen.

## Auszeichnungen
- 2016er Westhofener Aulerde Riesling: BOKU WEIN 2018 in der Kategorie Internationale Weine
- VINUM – Entdeckung des Jahres 2022 in der Rubrik Gebietspreisträger der Weinregion Rheinhessen